# Andrey Galabinov
Andrey Asenov Galabinov (en bulgare : Андрей Асенов Гълъбинов), né le 27 novembre 1988 à Sofia en Bulgarie, est un footballeur international bulgare, qui évolue au poste d'avant-centre à la Reggina 1914.
Son père, Assen Galabinov, est un ancien joueur de volley-ball professionnel. Sa mère, Polina Filipova, est une ancienne joueuse de volley-ball. Son grand-père, Yordan Filipov (en), est un ancien joueur de football professionnel, qui évoluait au poste de gardien de but. Il a également un frère Yordan, un joueur de volley-ball.

## Biographie

### Carrière internationale
Andrey Galabinov compte 11 sélections et 2 buts avec l'équipe de Bulgarie depuis 2014. 
Il est convoqué pour la première fois en équipe de Bulgarie par le sélectionneur national Liouboslav Penev, pour un match amical contre la Biélorussie le 5 mars 2014. Il commence la rencontre comme titulaire, et sort du terrain à la 46e minute de jeu, en étant remplacé par Dimitar Rangelov. Le match se solde par une victoire 2-1 des Bulgares.
Par la suite, le 23 mai 2014, il inscrit son premier but en sélection en ouvrant le score contre le Canada, lors d'un match amical qui se soldera par un nul, après une égalisation d'Atiba Hutchinson sur un penalty concédé par Svetoslav Dyakov.